# Serpentina (album)
Serpentina è il quarto album in studio della cantautrice statunitense Banks, pubblicato nel 2022.

## Tracce
1. Misunderstood – 1:41
2. Meteorite – 4:17
3. Fuck Love – 2:49
4. Deadend – 3:55
5. Holding Back – 3:52
6. The Devil – 2:47
7. Skinnydipped – 2:55
8. Burn – 3:25
9. Birds by the Sea – 3:00
10. Spirit (featuring Samoht) – 2:29
11. Anything 4 U – 3:06
12. Unleavable – 4:15
13. I Still Love You – 2:55